# Гнатуша Володимир Юрійович
Володи́мир Ю́рійович Гнату́ша (22 вересня 1990, Більмак — 11 липня 2014, Зеленопілля) — український військовик, артилерист. Учасник боїв за кордон під час російсько-української війни 2014. Кавалер ордена «За мужність» III ступеня.

## Життєпис
Народився 1990 року в смт Куйбишеве.
2006 року закінчив 9 класів спеціалізованої ЗОШ «Інтелект» в Куйбишеві, 2009-го — Куйбишевський професійний аграрний ліцей. 2010 року призваний на строкову військову службу до лав ЗСУ, проходив у 50-му гвардійському зенітному ракетному Севастопольсько-Феодосійському полку. Після демобілізації в 2011 році певний час працював на виробничому об'єднанні «Мотор-Січ» у Запоріжжі.
25 березня 2014-го мобілізований, солдат Збройних сил України, 79-та окрема аеромобільна бригада; номер обслуги гаубичного артилерійського взводу, 3-тя гаубична артилерійська батарея гаубичного артилерійського дивізіону.
Загинув у часі обстрілу з установки «Град» бойовиками близько 4:30 ранку 11 липня 2014-го українського блокпосту біля Зеленопілля.
Тіло знайдено через 4 тижні після обстрілу, ідентифіковане за експертизою ДНК.
7 серпня 2014 року похований на Центральному кладовищі селища міського типу Куйбишеве.
Вдома лишилися три сестри і батько, мама померли 2012 року.

## Нагороди та вшанування
- 8 вересня 2014 року — за особисту мужність і героїзм, виявлені у захисті державного суверенітету та територіальної цілісності України, вірність військовій присязі під час російсько-української війни, відзначений — нагороджений орденом «За мужність» III ступеня (посмертно).
- На будівлях Куйбишевського професійного ліцею та СЗОШ «Інтелект» встановлено меморіальні дошки Юрію Гнатуші.
- 29 квітня 2015 року рішенням Куйбишевської селищної ради присвоєно звання «Почесний громадянин селища Куйбишевого» (посмертно).
- Одна із вулиць райцентру перейменована на вулицю Володимира Гнатуші (де він проживав).
- 21 вересня 2017 року нагороджений орденом «За заслуги перед Запорізьким краєм» III ступеня (посмертно).